# Exceptio non adimpleti contractus
De exceptio non adimpleti contractus (enac), de exceptie van niet-uitvoering of de niet-uitvoeringsexceptie is een opschortingsrecht waarbij een der partijen bij een overeenkomst, bijvoorbeeld een koopovereenkomst, het recht heeft zijn deel van de verplichtingen op te schorten als de andere partij in gebreke blijft.

## Nederland
Dit recht is alleen van toepassing op verbintenissen uit wederkerige overeenkomsten en is in Nederland geregeld in artikel 6:262 Burgerlijk Wetboek. Doel van de opschorting is om de andere partij te dwingen om (op termijn) ook zijn verplichtingen na te komen.
Een beroep op dit opschortingsrecht vereist een zeer nauw verband tussen hetgeen over en weer gepresteerd dient te worden. Een crediteur kan alleen dié verplichtingen aan zijn zijde opschorten die in direct verband staan met de verplichtingen van de debiteur, deze connexiteit is een vereiste zoals dat gesteld wordt in artikel 6:52 lid 1 BW. Het gaat dan om hoofdverbintenissen die nauw verwant zijn, niet om nevenverplichtingen (als men die wil opschorten moet men toevlucht nemen tot de "gewone" opschorting art. 6:52). Ook de vervangende schadevergoeding (die in de plaats kan komen van zo een hoofdverbintenis) kan die rol gaan vervullen als de hoofdverbintenis van de baan is.
De debiteur kan wel een zekerheid stellen voor voldoening van de verbintenis en zo de opschorting beëindigen (zie artikel 6:55 BW). Dit kan bijvoorbeeld handig zijn als er twijfel is over de kwantiteit van de te leveren goederen, maar op deze wijze in ieder geval een deel geleverd wordt en de crediteur door kan werken. De vraag of er daadwerkelijk te weinig geleverd is kan dan op een later tijdstip beantwoord worden.
Een bekende situatie in dezen is het inhouden van de huur door de huurder bij gebreken aan de woning doordat de verhuurder zijn onderhoudsplicht niet nakomt. Hiermee moet men echter uitkijken: de rechter accepteert dit alleen als het tekortschieten in de onderhoudsplicht door de verhuurder inhoudt dat diens hoofdverplichting uit het huurcontract (het verschaffen van het rustig genot van het gehuurde) niet meer wordt nagekomen. Als het onderhoudsgebrek zo groot is dat men dit kan stellen (bijvoorbeeld ernstig lekkend dak), zodat de huurder de woning in feite niet meer goed kan bewonen, dan mag de huurder de huurbetaling opschorten. Wel moet de verhuurder op de hoogte zijn van de gebreken of de huurder moet hem eerst ervan op de hoogte stellen (arrest Van Bommel/Ruijgrok).

## België
In België was de enac niet wettelijk geregeld in het Oud Burgerlijk Wetboek, maar de rechtspraak en rechtsleer beschouwen art. 1184 BW als rechtsgrond hiervan. Het Hof van Cassatie heeft het erkend als een algemeen rechtsbeginsel. Soms bestaan er wel wettelijke toepassingsgevallen van, bijvoorbeeld bij koop.
De enac is evenwel noch van openbare orde noch van dwingend recht. Dit betekent dat de enac contractueel kan worden uitgesloten.
In het Nieuw Burgerlijk Wetboek kan de regeling worden gevonden in de artikelen 5.98 en 5.239.